# Los Sanjuanes
Con il nome di Los Sanjuanes si indica una festa popolare che ha luogo ogni anno a Coria, in Estremadura (Spagna), il cui protagonista assoluto è, come consueto in terra iberica, il toro da combattimento spagnolo. La festa si svolge durante tutta la settimana in cui cade il giorno di San Giovanni (24 giugno).
I momenti salienti della festa, che ha per teatro gli stretti vicoli del centro storico e le due piazze principali della città, sono la mattina presto e la sera dopo le 20, quando vengono liberati, rispettivamente, il toro de la madrugada e il toro de la tarde.
Si tratta di una manifestazione taurina che potrebbe collocarsi a metà strada tra i festejos populares più antichi come i Toros en la calle o i Toros embolados, e la Corrida de toros vera e propria, in quanto ha aspetti comuni ad entrambe le forme di tauromachia.
Come nei primi, infatti, non esiste una distinzione tra "toreri" e "pubblico" in quanto è il pubblico stesso che sfida l'animale e ne provoca le cariche per poi schivarle; tuttavia, mentre nelle feste anzidette si impiegano per lo più tori "scartati" dalle corride più importanti, o addirittura vacche e buoi castrati, che alla fine della manifestazione vengono ricondotti all'allevamento, a Coria, come nelle vere corride, si utilizzano tori adulti di almeno 4 anni di età e la festa termina sempre con la morte del bovino.
Due volte al giorno per tutti i giorni della festa, in una zona circoscritta del centro storico, che viene per l'occorrenza cintata con robuste transenne metalliche e cosparsa al suolo di sabbia, viene liberato un toro. La "sfida" all'animale è aperta a chiunque, anche se per tradizione sono solo gli uomini a scendere nell'arena (in realtà la piazza principale della città, opportunamente "trasformata" con la costruzione di gradinate posticce per chi vuole solo assistere).
Come nelle vere corride, l'incontro con ogni toro è diviso in tre parti. Prima di essere liberato, il toro viene mantenuto in una stalla distante circa 700 metri dalla piazza principale, nella quale viene condotto il giorno precedente. Negli ultimi anni, all'interno della stalla viene installata una webcam tramite la quale si può osservare in tempo reale il comportamento del toro nella stalla e trarne indizi sul comportamento che potrebbe tenere durante la manifestazione.
La prima fase della festa, per ogni toro, è l'encierro (chiusura): dalla velocità con cui il toro percorre la strada che lo separa dalla piazza della città, spesso i coriani traggono auspici sul suo comportamento.
Una volta entrato in Plaza de España, la piazza principale del centro storico intorno alla quale sono allestite le gradinate, un suono di campanella (la primera campanada) annuncia il passaggio alla seconda fase. A questo punto, nella piazza, i più incoscienti tra i partecipanti sfidano l'animale attirandone l'attenzione agitando sacchi vuoti, magliette, giacche, scope e altri oggetti; per sottrarsi alle sue cariche sono state posizionate intorno all'arena cancellate di metallo tra le cui sbarre può agevolmente passare un uomo, ma troppo strette per il toro.
Fino a pochi anni fa, questa fase era più cruenta, in quanto al toro venivano preventivamente conficcate nel garrese una banderilla simile a quella utilizzata nelle vere corride e una coccarda con i colori dell'allevamento, entrambe munite di un arpioncino all'estremità, con il fine di aizzarlo e renderlo furente. Inoltre, alcuni partecipanti, con cerbottane, lanciavano ai tori i soplillos, coni di carta bianca o verde recanti all'estremità un frammento di fibra tratto dallo stelo di una canna (sostituito, nelle edizioni più recenti, da un filamento di plastica rigida), unito alla carta tramite un pezzetto di plastilina. Questi arnesi in realtà, avendo una punta piccola e morbida, più che trapassare la pelle del toro restavano impigliati nel pelo e presto cadevano; il loro effetto era più che altro scenografico. Le sempre più forti pressioni delle associazioni protezioniste dei diritti degli animali, sia spagnole che straniere, hanno tuttavia indotto il sindaco di Coria a vietare l'uso delle banderillas, della coccarda e dei soplillos.
Allo scadere della prima fase, viene suonata un'altra campana (la segunda campanada), che annuncia che il toro è pronto per abbandonare Plaza de España e correre per il resto della città, inseguendo gli incauti partecipanti. A questo punto il toro è di solito esausto, e specialmente se si tratta del toro de la tarde, che corre prima del tramonto del sole con una temperatura che a volte sfiora i 40°, va facilmente incontro al rischio di morte per disidratazione; per questo, a intervalli regolari, sono presenti prese d'acqua dalle quali alcuni addetti si incaricano di rinfrescarlo ed abbeverarlo.
La festa termina allo scadere della seconda ora, quando l'animale viene ucciso con un colpo di fucile in testa. Nessuna associazione animalista è riuscita finora a impedire che la manifestazione termini con l'uccisione dell'animale. Poiché era tradizione che chi uccideva il toro ne mostrasse come trofeo i testicoli tagliati, oggi che l'animale viene ucciso da un addetto con un fucile, appena cade molti partecipanti si affrettano sul cadavere sperando di tagliare per primi gli attributi, emblema di una vittoria ormai solo simbolica.
Nella festa di Coria vengono uccisi, ogni anno, due tori al giorno per sette giorni; per questo motivo questa festa è da decenni nel mirino delle associazioni animaliste. In questa manifestazione non mancano, del resto, rischi per gli spettatori, come è logico aspettarsi: famoso è a proposito l'incidente occorso all'attivista animalista britannica Vicky Moore, che nel tentativo di documentare la fine cruenta del toro in questa manifestazione, subì una serie di cornate dall'animale infuriato, dalle quali uscì gravemente ferita, ma miracolosamente viva. Un altro grave incidente, purtroppo invece mortale, si è verificato nell'edizione del 2015; a perdere la vita è stato un cittadino spagnolo di 43 anni.